# Casa Ecaz
La Casata Ecaz è una dinastia presente nei romanzi di fantascienza del ciclo di Dune e soprattutto del ciclo Il preludio a Dune.
La Casa Ecaz regna sul pianeta omonimo, quarto pianeta del sistema Alpha Centauri B.
Ne Il preludio a Dune tale casa è guidata dall'Arciduca Armand Ecaz, e si trova al centro di un'aspra guerra con la Casa Moritani.

## Albero genealogico della Casa Ecaz
|            |            |            |            | Casa Ecaz            |            |  |  |            |            |            |            |            |            |
|            |            |            |            |                      |            |  |  |            |            |            |            |            |            |
|            |            |            |            | Arciduca Armand Ecaz |            |  |  |            |            |            |            |            |            |
|            |            |            |            |                      |            |  |  |            |            |            |            |            |            |
|            |            |            |            |                      |            |  |  |            |            |            |            |            |            |
| Ilesa Ekaz | Ilesa Ekaz | Ilesa Ekaz | Ilesa Ekaz | Ilesa Ekaz           | Ilesa Ekaz |  |  | Sanya Ecaz | Sanya Ecaz | Sanya Ecaz | Sanya Ecaz | Sanya Ecaz | Sanya Ecaz |